# Maria Carmela Lico
Maria Carmela Lico hoặc Licco (1927-1985) là một nhà sinh lý học, nghiên cứu cơ chế thần kinh của đau tại khoa Sinh lý  trường cao đẳng Y Ribeirão Black (Brazin). Lico đã đưa ra những thông tin quan trọng của cơ chế kiểm soát đường dẫn truyền xuống của thụ thể cảm giác đau bởi các cấu trúc limbic, đặc biệt là hạch vách.

## Tiểu sử
Maria Carmela Lico sinh ra ở Italy năm 1927 và theo gia đình đến Argentina.< Khi sống tại Ý, Lico mắc một bệnh truyền nhiễm "làm suy yếu hệ thống miễn dịch"  của bà và ảnh hưởng đến sức khỏe của bà trước tác dụng phụ của hóa trị, khiến bà qua đời vào năm 1985.
Ở Argentina, Lico nghiên cứu đồng thời cả y học và triết học tại trường Đại học Buenos Aires, tuy nhiên, Lico không thể hoàn thành khóa học sau. Bị cuốn hút bởi cách hoạt động của não bộ, Lico ấp ủ ý tưởng theo chuyên ngành tâm thần học nhưng bà đã từ bỏ sau 2 năm thực hành lâm sàng. Lico theo học người đạt giải Nobel Bernardo Houssay tại Viện Y sinh học thực nghiệm, và bảo vệ luận án tiến sĩ của mình về những hoạt động của các hormone thùy sau tuyến yên trên áp lực động mạch áp lực ở ếch. Trong khi nội tiết là lĩnh vực giúp Bernardo Houssay đạt được Giải Nobel Y học, Lico lại quan tâm nhiều hơn trong lĩnh vực thần kinh với sự dẫn đầu của Miguel Rolando Covian tại viện. Kể từ khi Covian chuyển đến trường cao đẳng Y Ribeirão Black, Lico quyết định chuyển đến Brazil vào năm 1960, gia nhập cùng Covian tại trường Đại học São Paulo với sự giúp đỡ của quỹ học bổng Rockefeller.
Vào năm 1963, Covian mời Lico tham gia giảng dạy với vai trò trợ giảng. Năm 1970, Lico đến thăm Đại học Yale, phòng thí nghiệm của giáo sư José Manuel Rodriguez Delgado, tại đó bà nghiên cứu về các hành vi của loài linh trưởng, áp dụng kỹ thuật nghiên cứu từ xa mối quan hệ sinh lý-hành vi. Năm 1981, Lico được bổ nhiệm làm giáo sư tại Ribeirão Black, và giữ chức vị này đến khi qua đời vì ung thư năm 1985.